# Banco de España
A Banco de España a Spanyol Királyság központi bankja,  tagja a Központi Bankok Európai Rendszerének. III Károly alapította 1782-ben, székhelye Madridban található, és 22 városban tart fenn kirendeltséget.

## Története
Eredeti neve a Szent Károly Nemzeti Bank (Banco Nacional de San Carlos), első igazgatója François Cabarrus francia bankár volt, akit Spanyolországban Francisco Cabarrús néven ismertek.
Az 1793 és 1814 közötti folyamatos háborúzás után a banknak több mint 300 millió tartozása volt, így súlyos gondokkal küzdött.
Luís López Ballesteros kincstári miniszter 1829-ben egy 40 millió reál összegű alapot hozott létre, melynek értékében a bank saját bankjegyeket bocsáthatott ki, immár Banco Español de San Fernando, azaz Szent Ferdinánd Spanyol Bank néven.
1844-ben létrehozták a bank két versenytársát, a Banco de Isabel II-t és a Banco de Barcelonát, melyet 1846-ban a Banco de Cádiz megalapítása követett. 1847-ben a Banco de Isabel II egyesült a Banco de San Fernandóval a madridi ingatlanpiac elégtelen forgalma miatt – mely területen túlsúlyban voltak az érdekeltségei. A bank a továbbiakban Banco de San Fernando néven működött.
A neves közgazdász, Ramón Santillán pénzügyminisztersége idején az 1850-es években a bank kiterjesztette működését Alicante és  Valencia városokra is, és felvette jelenlegi nevét, a Banco de España-t. Mivel a spanyol államnak nagy szüksége volt a bankra az egyre súlyosbodó gyarmati- és polgárháborús költségek finanszírozása miatt, José Echegaray pénzügyminiszter 1874-ben bankjegykibocsátási monopóliumot adományozott a Banco de España-nak.
A bank Franco tábornok uralma alatt szoros ellenőrzés alá került. 1962-ben államosították. A demokrácia visszaállítása után a bank átalakulási és modernizálási folyamatba kezdett, amely még ma is tart.
Spanyolország Európai Monetáris Unióba történő 1994. évi belépését követően a bank a Központi Bankok Európai Rendszerének részévé vált. Amióta Spanyolország az eurózóna része, a Bank szerepköre igencsak lecsökkent.